# 松本英子 (歌手)
松本 英子（まつもと えいこ、1979年6月16日 - ）は、日本のシンガーソングライター、歌手である。

## 来歴
秋田県秋田市出身。身長166cm。秋田市立泉中学校、秋田県立秋田北高等学校、亜細亜大学経営学部卒業。高校3年時には、ソフトボールで全国大会に出場した。上野義美率いるスパイラルアーツのオーディションに合格し上京。
1999年に「涙のチカラ」でデビュー。同年、福山雅治プロデュース曲「Squall」が約40万枚のヒットとなる。
2004年にユニットZuTTOを、親友の篠原ともえと結成。
2006年7月6日にSomething ELseの今井千尋と入籍。挙式を行う。
2007年10月10日に第1子を妊娠中であることを発表した。
2008年3月13日に、秋田市内で2445g の男児を出産したことを自身のブログで発表。

## 出演番組

### ラジオ
- 松本英子のサウンドスケッチ（かしわプロダクション、秋田放送他）
- アフタヌーン・パラダイス（エフエム世田谷・ミュージックバード、2024年10月2日 - ）

#### 過去
- GROOVE FROM K・WEST（bayfm）
- SATURDAY AMUSEMENT MIX（文化放送）
- flowers（JFN系列各局、2009年4月 - 2013年3月）
- MUSIC SALAD FROM U-kari STUDIO（bayfm、2010年10月 - 2017年3月） - 2010年10月～2014年3月:木曜DJ、2014年4月～2017年3月:月曜DJ
- YAJIKITA ON THE ROAD～耳で感じる旅番組～（JFN系列各局、2013年10月26日 - 2015年9月）
- KIKI-TABI〜2 Thousand Miles〜（JFN系列各局、2015年10月 - 2017年3月） - 上記番組共に番組ナビゲーターおよび旅人（リポーター）担当、ナビゲーター卒業後は旅人として不定期出演
- The BAY☆LINE（bayfm、2016年4月5日 - 2017年3月28日） - 火曜日担当
- With You（エフエム秋田、2021年1月3日 - 2022年3月27日）

### CM
- マルサンアイ（篠原ともえと共演）

### ドラマ
- 恋する日曜日セカンドシリーズ第14話「史上最大の作戦」（2005年7月3日、BS-i）鈴木ハルカ‐役

### 舞台
- +GOLD FISH（2013年2月7日-16日、東京芸術劇場）

### コーラス
- 福山☆夏の大創業祭 2015（2015年8月1日 - 8月30日 福山雅治 ライヴ コーラスとして参加）
- 福山☆冬の大感謝祭 其の十五（2015年12月19日 - 12月31日 福山雅治 ライヴ コーラスとして参加）

- 福山☆冬の大感謝祭 其の十六（2016年12月20日 - 12月31日 福山雅治 ライヴ コーラスとして参加）

- 福山☆冬の大感謝祭 其の十七（2017年12月21日 - 12月31日 福山雅治 ライヴ コーラスとして参加）
- 福山雅治「WE'RE BROS TOUR 2018」（全国26公演 福山雅治 ライヴ コーラスとして参加）
- 福山雅治「DOME LIVE 2018 ー暗闇の中で飛べー」（京セラドーム／東京ドーム 福山雅治 ライヴ コーラスとして参加）
- 福山☆冬の大感謝祭 其の十八（2018年12月21日 - 12月31日 福山雅治 ライヴ コーラスとして参加）
- 福山☆冬の大感謝祭 其の十九（2019年12月21日 - 12月31日 福山雅治 ライヴ コーラスとして参加）

## ディスコグラフィー

### シングル
1. 涙のチカラ（1999年6月2日）
  1. 涙のチカラ[4:08]
作詞：川村真澄／作曲：A-mi／編曲：ダグラス・カー
  2. solo[4:34]
作詞：只野菜摘／作曲：関淳二郎／編曲：ダグラス・カー
  3. 涙のチカラ (ORIGINAL KARAOKE)[4:06]
2. Squall（1999年9月8日）ドラマ「パーフェクトラブ!」挿入歌。オリコン7位
3. Naturally Yours/あなたを見つめているから（2000年3月23日）オリコン50位
  1. Naturally Yours[4:15]
作詞：川村真澄／作曲：上田知華／編曲：アンディ・ライト
  2. あなたを見つめているから[4:07]
作詞：川村真澄／作曲：上田知華／編曲：アンディ・ライト
朝日新聞社「朝日新聞」CMソング
  3. Naturally Yours (ORIGINAL KARAOKE)[4:15]
  4. あなたを見つめているから (ORIGINAL KARAOKE)[4:07]
4. Someone（2000年7月26日）オリコン61位
  1. Someone[4:44]
作詞：川村真澄／作曲・編曲：ロビー・ブキャナン
ディズニーオリジナル長編アニメーション「リトルマーメイドⅡ」（日本語版ED）
  2. 普通じゃない[3:43]
作詞：川村真澄／作曲：ダグラス・カー・ニック・カーショウ／編曲：ダグラス・カー
  3. これで良かった[4:18]
作詞：松本英子／作曲：五島良子／編曲：マーク・ゴールデンバーグ
  4. Someone (original karaoke)[4:42]
5. realize（2002年1月23日）
  1. realize[4:34]
作詞：乙武洋匡／作曲：安部泰宏／編曲：安部泰宏・小島良喜
ベルコ「ベルクラシック」CMソング
  2. LAUGH & START[4:36]
作詞：前田たかひろ／作曲・編曲：武藤星児
6. 明日も笑えるように/君に会いたい（2002年5月15日）
  1. 明日も笑えるように[5:02]
作詞：松本英子／作曲・編曲：武藤星児
TBS系「新ウンナンの気分は上々。」エンディングテーマ
  2. 君に会いたい[4:41]
作詞・作曲：吉田奈那子／編曲：河野伸
NHK総合テレビ・ドラマ「ドラマDモード・君を見上げて」主題歌
ベルコ「ベルクラシック」CMソング
7. 今年の冬 featuring 槇原敬之（2003年1月8日）オリコン48位
  1. 今年の冬[5:31]
作詞・作曲：槇原敬之／編曲：武部聡志
  2. 今年の冬 (カラオケ)[5:31]
  3. 夢みるシャンソン人形[2:53]
作詞・作曲：セルジュ・ゲンスブール／編曲：清水俊也
スズキ「MR wagon」CMソング
8. Natural Magic（2004年7月21日）
  1. Natural Music
  2. Stars and Wave
9. 白夜（2005年8月24日）藤田千章プロデュース。オリコン108位
  1. 白夜
  2. 道なき道を～ぼくらにしかできない事～
  3. 白夜 (Instrumental)
  4. 道なき道を～ぼくらにしかできない事～ (Instrumental)
10. 喝采〜この道の先に〜（2006年3月11日）JRAの競馬場及びウインズ限定発売
  1. 喝采〜この道の先に〜
作詞・作曲：今井千尋／編曲：深沼元昭
JRA「中山競馬場」テーマソング
  2. 喝采〜この道の先に〜 (4Beat Mix)
  3. 喝采〜この道の先に〜 (Instrumental)
11. I'm HOME（2014年5月21日）
1.あの町へ
作詞・松本英子・misiel 作曲：saigenjin　ほか
12. 喝采〜この道の先に〜 (4Beat Mix)
13. 喝采〜この道の先に〜 (Instrumental
14. 夢の種（2014年5月21日）
  1. 夢の種
作詞：サラダファミリー／作曲：松本英子・大石由梨香
ベイエフエム「MUSIC SALAD」番組内コーナー“ひまわり大作戦”テーマ曲
  2. 夢の種～向日葵と見た夢～Piano Instrumental
  3. 夢の種（Original Karaoke）
15. 祈り灯／おもいで（2015年3月21日）両A面シングル  公式サイトの通販、ライブ会場 限定販売
  1. 祈り灯 Music Video
作詞・作曲：松本英子／編曲：松岡モトキ
TOKYO MX「ほっと一息」2015年5月・6月 エンディングテーマ
  2. おもいで
作詞・作曲：miyu・橘哲夫／編曲：橘哲夫／ゲストピアニスト：岡本真夜
  3. Squall ～15th ANNIVERSARY LIVE@目黒BLUES ALLEY JAPAN 2014.7.20～
  4. 祈り灯 (Instrumental)
  5. おもいで (Instrumental)
16. Squall／ながれ星（2016年12月16日）両A面シングル、配信限定
  1. Squall
13年振りの再録音
  2. ながれ星
福山雅治の楽曲をカバー
17. ふつおた（2020年5月23日）配信限定
18. realize（2022年2月26日）リアレンジ＆リレコーディング。配信限定
19. 祈り灯 (2020 Ver.)（2022年3月19日）配信限定
20. Someone (2020 Ver.)（2022年4月23日）配信限定
21. Singin' The High Notes（2022年5月7日）配信限定
22. 好きでいい?（2022年5月22日）配信限定
23. 君のキスのせいで（2022年6月4日）配信限定
24. Beautiful Scene（2022年7月2日）配信限定
25. Beautiful Scene～この星のこえ（2022年10月2日）「Beautiful Scene」の日本語詞。配信限定
26. Brave the Seas（2023年4月18日）配信限定
27. Dream (feat. Takashi Honma) [FILM_SONG.]（2023年6月23日）配信限定
28. BLUE FLAME（2024年3月1日）配信限定

### アルバム
1. From The First Touch（1999年10月21日）オリコン15位
  1. 天使がいた朝[4:08]
  2. Sunshine So Bright[3:31]
  3. 涙のチカラ[4:06]
  4. Solo[4:33]
  5. Get Over Again[5:01]
  6. 空を見上げて ～sha la la～[3:46]
  7. Squall[4:48]
  8. Think it over[3:49]
  9. Sleepin' Angel[3:24]
  10. 恋と薬指[4:14]
  11. Wild Cherry[4:38]
2. Seasons（2000年8月31日）オリコン40位
  1. Seasons[1:38]
  2. 普通じゃない[3:41]
  3. あなたを見つめているから[4:10]
  4. サヨナラを待ってて[3:42]
  5. なくしたあとにわかること[5:04]
  6. Someone[4:41]
  7. Far Away[3:13]
  8. 愛のかたち[4:14]
  9. かわいい 悲しい[4:55]
  10. Naturally Yours[4:19]
  11. 星の笑み 月の涙[2:36]
3. カタルシス（2002年7月24日）
  1. LAUGH & START[4:35]
  2. ボクはバカ[4:40]
  3. Hydrangea[4:37]
  4. bad paradise[4:48]
  5. 君に会いたい[4:42]
  6. realize[4:31]
  7. 明日も笑えるように[4:57]
  8. Brunch Time[4:37]
  9. 傘[6:22]
  10. 「ワタシ」という人[5:56]
  11. Catharsis[6:08]
4. 君の音（2003年2月26日）オリコン148位
  1. 今年の冬[5:30]
  2. 思いの花束[4:32]
  3. ワインの匂い[4:34]
  4. 花[4:38]
  5. 日常[4:19]
  6. Forever Friends[3:53]
  7. いつも通り[3:45]
  8. Squall[5:07]
  9. 夢見るシャンソン人形 (Additional track)[2:54]
5. ○〜えん〜（2009年12月20日）公式サイトの通販及びiTunes限定発売
  1. けやき通りと空の色[3:39]
  2. 返事[4:25]
  3. くちづけと雨の日の午後[2:30]
  4. サリーガーデン[3:51]
  5. LIFE[4:50]
6. I'm home（2014年5月21日）デビュー15周年アルバム
  1. はじまりの旅[4:55]
作詞：松本英子／作曲：大石由梨香／編曲：大石由梨香・鉄井孝司
  2. またひとつ[5:15]
作詞・作曲・編曲：今井千尋
～TBS「噂の!東京マガジン」2014年4月～6月度ED～
  3. 朝ご飯[4:26]
作詞・作曲：坂本サトル／編曲：石崎光・坂本サトル
  4. Let’s party at my home !!![4:19]
作詞：池田綾子・松本英子
作曲：池田綾子・長谷川久美子／編曲：長谷川久美子
  5. あの町へ[5:09]
作詞：松本英子・misiel／作曲・編曲：Saigenji
～平成26年度秋田県広報番組「あきたびじょんプラス」テーマ曲～
  6. バタフライ[4:24]
作詞・作曲：松本英子／編曲：Saigenji
  7. 眠りにつくまで[4:39]
作詞：松本英子・矢野まき／作曲：大木彩乃／編曲：菅原弘明
  8. snow step[5:48]
作詞：奥野宜憲／作曲：大石由梨香／編曲：大石由梨香・鉄井孝司
  9. an only child[4:46]
作詞・作曲：松本英子／編曲：今井千尋
  10. あなたわたし[5:19]
作詞・作曲：矢野まき／編曲：松岡モトキ
7. Coloring Book（2019年1月23日）
  1. Coming Home
  2. snow
  3. メリーゴーランド
  4. 虹とさよなら
  5. My Coloring Book
  6. おせんたく
  7. 迷子のクラゲ
  8. ながれ星
  9. Squall
  10. 十六夜
  11. ツミキ
  12. Mariefreds Vind
8. with（2020年12月9日） - 公式サイトではDisc1をベスト盤、Disc2を新譜盤と銘打っている[1]。
  1. Disc 1
    1. 涙のチカラ
作詞：川村真澄／作曲：A-mi／編曲：ダグラス・カー
    2. Squall（1999）
作詞・作曲：福山雅治／編曲：富田素弘
    3. Naturally Yours
作詞：川村真澄／作曲：A-mi／編曲：ダグラス・カー
    4. Someone
作詞：川村真澄／作曲：ロビー・ブキャナン
編曲：ダグラス・カー
    5. realize
作詞：乙武洋匡／作曲：安部泰宏
編曲：オオニシユウスケ
    6. 今年の冬
作詞・作曲：槇原敬之／編曲：武部聡志
    7. 白夜（2005）
作詞・作曲・編曲：藤田千章
    8. 喝采〜この道の先に〜（2006）
作詞・作曲：今井千尋／編曲：深沼元昭
    9. 夢の種（2014）
作詞：サラダファミリー
作曲：松本英子・大石由梨香
編曲：大石由梨香・鉄井孝司
    10. 祈り灯
作詞・作曲：松本英子／編曲：井上鑑

  2. Disc 2
    1. 朝靄
作詞：松本英子／作曲・編曲：長谷川久美子
    2. Era〜この時代に生まれて〜
作詞：松本英子／作曲・編曲：大石由梨香
    3. 嘘とキス
作詞：松本英子／作曲・編曲：鶴谷崇
    4. 瘡蓋
作詞・作曲：松本英子
編曲：松本英子・大石由梨香
    5. 最後の恋
作詞・作曲・編曲：大石由梨香
    6. サボテン
作詞・作曲：平義隆／編曲：鶴谷崇
    7. 散歩
作詞：松本英子／作曲・編曲：広田圭美
    8. home ~TAGO STUDIO Live ver. ~
作詞・作曲：多胡邦夫／編曲：武部聡志
    9. 蛍
作詞・作曲：福山雅治／編曲：長谷川久美子

### その他
- Rendezvous 1/"Perfect Love"original song book（1999年8月4日）

ドラマ「パーフェクト・ラヴ!」のためのオリジナル・ソング第1集ミニアルバム。全曲福山雅治作詞作曲
- 太陽が呼んでいる（2003年8月20日）「加藤いづみ,松本英子,藤田千章」名義

## タイアップ
- 思いの花束 :秋田テレビ「スーパーSUNサンまる」テーマソング
- make IT real:「秋田わか杉国体」イメージソング（作詞担当）、秋田放送「ABSお天気情報」でBGM（カラオケ）で使用。（2006年10月-、ズームイン!!SUPER以外のすべての時間帯で使用）

## 参加作品
2003年
マキシシングル「サモンナイト3」内の楽曲「Lovelite」がプレイステーション2用ソフト、「サモンナイト3」のエンディングテーマとなる。プロデュースは藤田千章（SING LIKE TALKING）。

斎藤ノブが率いるバンド、Vibes のアルバム『Vibes』にボーカルで参加。
2004年
田川伸治（当時DEEN）のソロアルバム「GLOBAL GROOVE」収録の1曲「COLD RAIN」にコーラスで参加。
2005年
マキシシングル「白夜」収録の2曲「白夜」「道なき道を～ぼくらにしかできない事～」が、それぞれプレイステーション2用ソフト「サモンナイトエクステーゼ 夜明けの翼」オープニング・エンディングテーマに抜擢。同じくプロデュースは藤田千章。
※上記2作はシングルとしてはカウントされず、公式HPでは発売がアナウンスされるだけに留まっている。
2011年
小田和正トリビュートアルバム『言葉にできない〜小田和正ベストカバーズ〜』に「ワインの匂い」で参加
2019年
アニメーション映画『薄暮』劇伴収録のイメージアルバム｢薄暮 IMAGE ALBUM｣（2019年1月23日発売）7曲目｢思い出の中に」（作詞:辛矢凡　作曲･編曲:鹿野草平）のボーカルとして参加。本編の予告MVとしてこの曲は使用されている。
2021年
またろう/鑑 落語プロジェクト「Funk!死神 feat. 山木秀夫, 山本拓夫, 松本英子 & 田中雪子」（2021年7月17日）